# 國道14號 (阿根廷)
國道14號（西班牙語：Ruta Nacional 14），是阿根廷的一條國道，全長1,127公里。
道路南起恩特雷里奥斯省的塞瓦斯（與國道12號交匯），然後沿烏拉圭河北上，至與巴西接壤的米西奧內斯省的貝爾納多德伊里戈延。